# Cabariot

Cabariot este o comună în departamentul Charente-Maritime, Franța. În 1 ianuarie 2022 avea o populație de 1.470 de locuitori.